# Ambulyx eteocles
Ambulyx eteocles är en fjärilsart som beskrevs av Huwe 1895. Ambulyx eteocles ingår i släktet Ambulyx och familjen svärmare. Inga underarter finns listade i Catalogue of Life.

## Bildgalleri

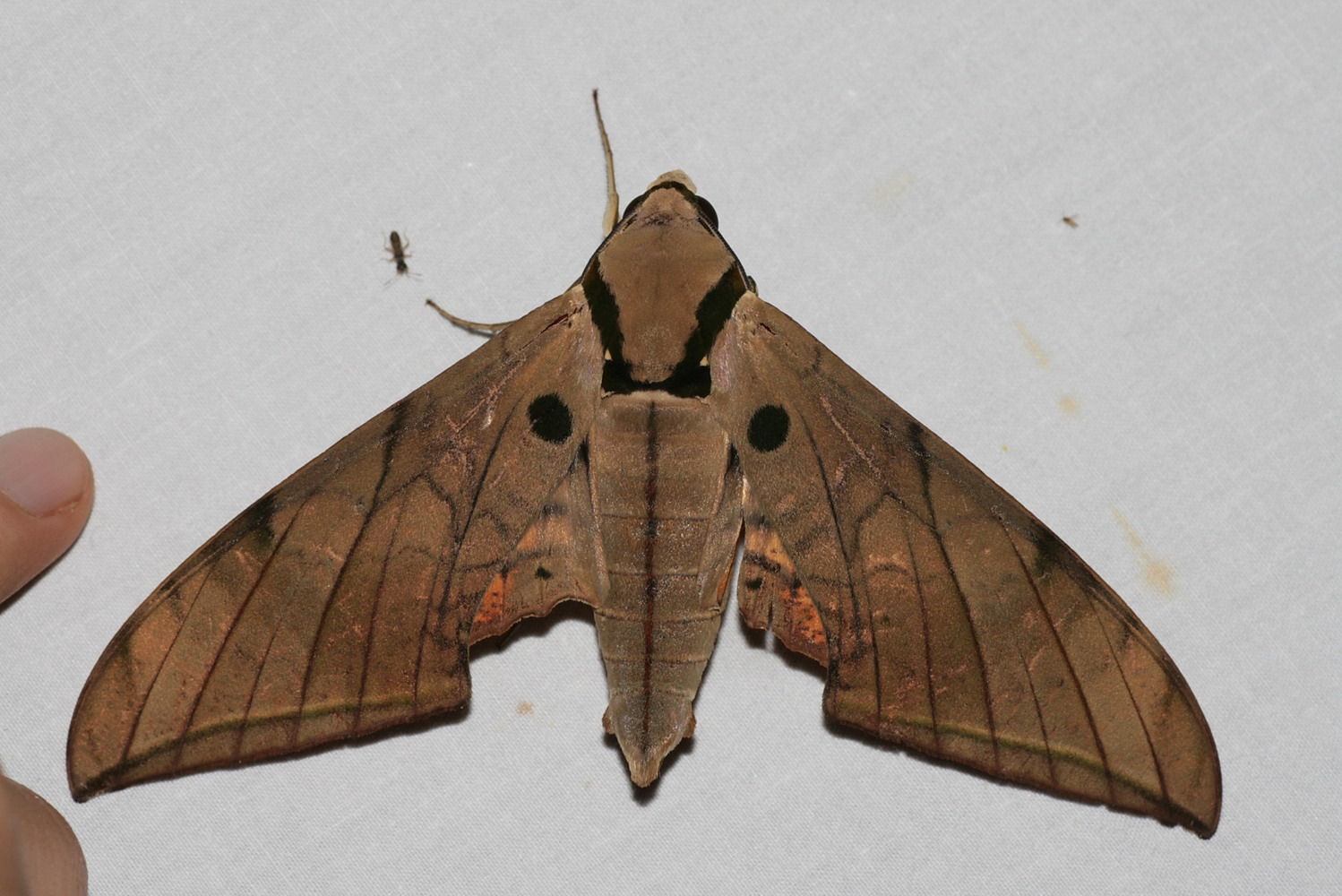
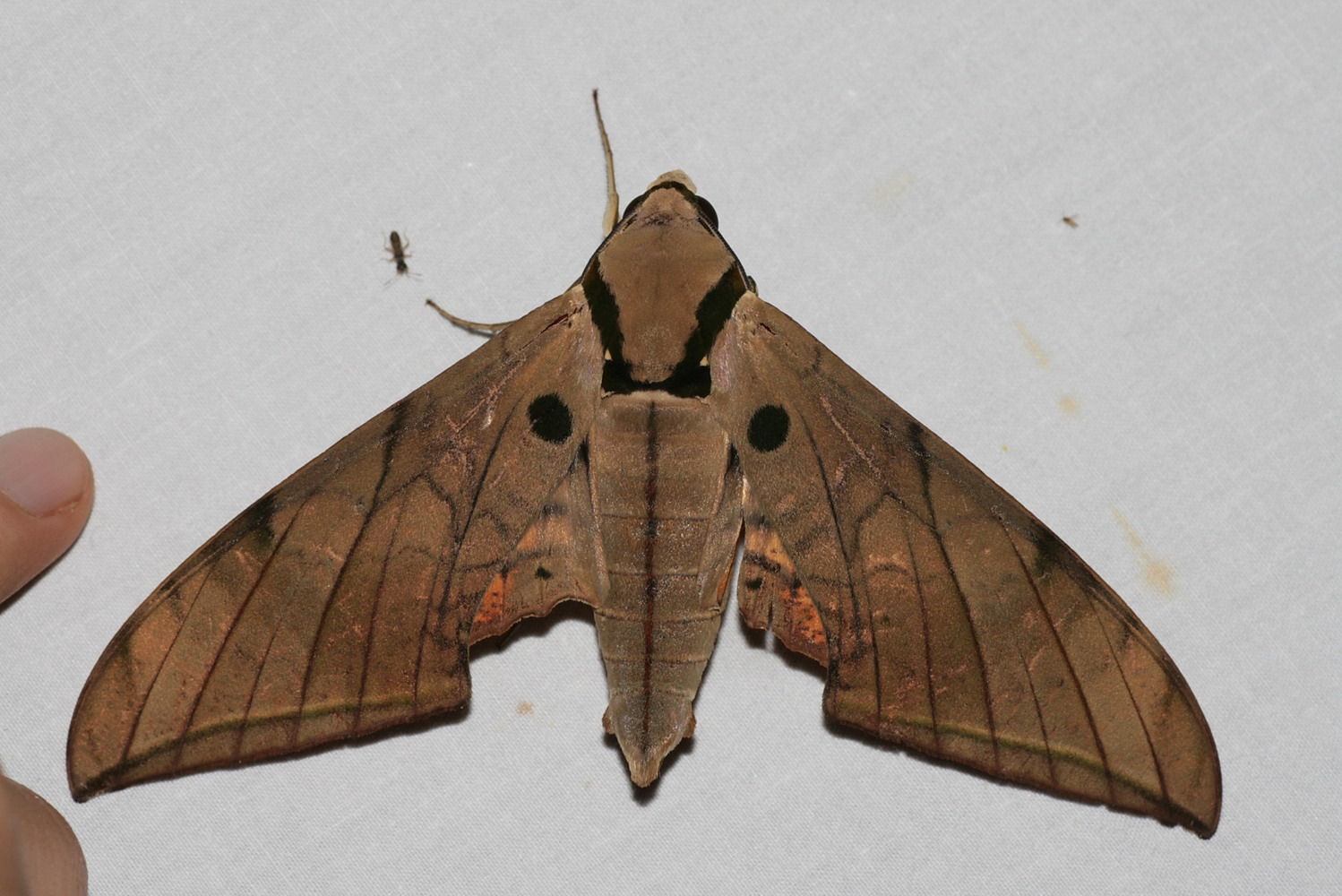